# Friedrich Goldmann
Friedrich Goldmann (* 27 de abril de 1941 en Chemnitz; † 24 de julio de 2009 en Berlín) fue un compositor y director de orquesta alemán. 

## Biografía
En los años 50, Friedrich Goldmann hizo sus primeras armas en la composición siendo miembro del Dresdner Kreuzchor (1951-1959). Gracias a una beca de la Ciudad de Darmstadt, participó en un seminario de composición extraordinario con Karlheinz Stockhausen en el marco de los Darmstädter Ferienkurse für Neue Musik en 1951. Este continuó una extensa correspondencia escrita con Goldmann después de la construcción del muro de Berlín.
Después de sus estudios de composición con Johannes Paul Thilman en la Hochschule für Musik Carl Maria von Weber en Dresde (1959-1962), fue alumno de Rudolf Wagner-Régeny de 1962 a 1964 en la Akademie de Künste en Berlín. Al mismo tiempo trabajó en el Berliner Ensemble donde conoció a, entre otros, Heiner Müller, Ruth Berghaus y Luigi Nono. Debe a Paul Dessau un apoyo y impulsos continuos. 
Luego de estudios de musicología de 1964 a 1964 en la Humboldt-Universität de Berlín, trabajó como compositor y director de orquesta. A partir del fin de los años 1960 logró establecerse en instituciones musicales como la Staatsoper Berlin, Komische Oper Berlin o el Gewandhaus Leipzig como representante principal de una joven generación de compositores de la RDA, a la que pertenecieron Reiner Bredemeyer, Paul-Heinz Dittrich, Georg Katzer y Friedrich Schenker. A partir de la mitad de los años 1970 sus obras fueron presentadas en la RFA y en Europa del Oeste. Gracias a la posibilidad de viajar a partir del fin de los años 1970 puede hacerse una reputación de compositor y director de orquesta al nivel internacional. 
Entre sus comisiones más importantes figuran obras para los Wittener Tage für neue Kammermusik, Berliner Philharmoniker, los Berliner Festwochen, Ensemble Modern, Arditti Quartet, las orquestas sinfónicas de las radios alemán y, después de 1990, el Konzerthaus de Berlín, en particular. Se debe de añadir obras compuestas para eventos excepcionales como la Expo 2000 en Hannover o las celebraciones oficiales en la ocasión de los 20 años de la caída del muro de Berlín en la Puerta de Brandenburgo (2009). Sus partituras están publicadas por Edition Peters.
Su única ópera es R. Hot bzw. Die Hitze. El libreto de Thomas Körner está basado en la pieza Der Engländer de J.M.R. Lenz. La obra fue creada entre 1971 y 1974 y la primera ejecución pública tuvo lugar en 1977 en la Staatsoper de Berlín bajo la dirección de Peter Konwitschny. Se celebraron reposiciones en, entre otros, Dresde (Semperoper, 1984 y 2015/2016), Hamburgo, Stuttgart, Braunschweig y Berlín (Konzerthaus 2010 y Staatsoper 2012).
El director de orquesta Friedrich Goldmann se dedicó principalmente a la música de sus contemporáneos. Sin embargo, sus programas se caracterizaban por el encuentro de obras contemporáneas y clásicas así que modernas. Dirigió con frecuencia el Ensemble Modern, la Staatskapelle Berlin, el Konzerthausorchester Berlin, Gewandhausorchester Leipzig y, como director invitado, los Berliner Philharmoniker y las orquestas de las radios federales en Alemania y Austria, entre otros. A partir de los años 70 fue invitado como director de orquesta también a nivel internacional en Europa del Oeste y Este, Rusia, los Estados Unidos, Japón y Corea del Sur. Desde su fundación una estrecha colaboración le unía con el Ensemble Modern y la Gruppe Neue Musik Hanns Eisler en particular (se presentó con ellos en Donaueschingen y el Otoño de Varsovia). Goldmann fue director principal del Boris-Blacher-Ensemble de la Universidad de las Artes de Berlín a partir de 1988. Son numerosas las grabaciones de Friedrich Goldmann para la radio y el disco, por ejemplo para Nova, WERGO y la Deutsche Grammophon. Se encuentran tanto sus obras propias como obras de otros compositores bajo su dirección (por ejemplo Gruppen de Karlheinz Stockhausen). Dirigió obras como Moses und Aaron de Arnold Schönberg (Staatsoper Berlin, 1988, dirección: Ruth Berghaus) y las primeras ejecuciones en Alemania y Francia de la obra clave de Luigi Nono, Prometeo (Paris y Frankfurt, 1985). En la mitad de los años noventa cesó su actividad de director por razones de salud. 
Desde 1978, Friedrich Goldmann era miembro de las Academias de las Artes de Berlín (Este) y Oeste (desde 1990). A partir de 1980 enseñó en talleres hasta la reunificación de las dos academias en 1993. A invitación del Goethe-Institut también impartió clases de composición en Seoul (Corea del Sur), Tokio y Kyoto (Japón). Desde 1996 era miembro de la Sächsische Akademie der Künste. De 1990 a 1997, Goldmann fue presidente de la Gesellschaft für Neue Musik, la sección alemán de la Sociedad Internacional para la Música Contemporánea. 
En 1991 fue nombrado Profesor de composición en la Universität der Künste Berlin. Allá condujo el Instituto de la música contemporánea. Entre sus alumnos figuran Enno Poppe, Helmut Oehring, Arnulf Herrmann, Sergej Newski, Steffen Schleiermacher, Jakob Ullmann, Charlotte Seither, Nicolaus Richter de Vroe, H. Johannes Wallmann, Paul Frick y otros. Goldmann fue declarado Profesor emérito en 2006. Su sepultura está situada en el Dorotheenstädtischer Friedhof en Berlín, sus manuscritos se conservan en los archivos de la Akademie der Künste Berlin. 
Su hijo es el músico Stefan Goldmann (* 1978).

## Obra
Además de composiciones de música de cámara, varias sinfonías, conciertos solo, bandas sonoras y el ópera R. Hot bzw. Die Hitze forman parte de la extensa obra de Goldmann, que cuenta más de 200 piezas. Mayor parte de su obra oficial fue ejecutada en su vida o poco después de su fallecimiento en 2009. Primeras ejecuciones póstumas tuvieron lugar con De profundis (1975), Konzertstück (2004 – 2006) y la obra breve para ensemble Postscriptum (1983). En 2014 la obra orquestal y de cámara integral de Goldmann había sido interpretada en concierto.
Sinopsis de los géneros representados en su obra: 
- Obras para orquesta
- Conciertos para instrumentos solo con orquesta (piano, oboe, violón, trombón, entre otros)
- Obras escénicas
- Música de cámara
- Obras vocales
- Bandas sonoras (Till Eulenspiegel (1975), Paul Dessau (1974), Das Luftschiff (1983), Floh im Ohr (1986))

Su obra se divide en más o menos tres períodos de creación. La obra oficial empieza aproximadamente en 1953 y se desarrolla hasta los principios de los años 1970 en músicas escénicas, varias obras de cámara y “ensayos” para orquesta. Al principio se concentró esencialmente en las técnicas del serialismo y de los clusters. Alrededor de 1969 empieza para Goldmann una época de la composición con capas de materia musical separadas, en particular formas tradicionales adquiridas (sonata, sinfonía). Los “reventa desde el interior” con nueva materia tonal y así los reinterpreta. En esto, la extensión de la materia gana la misma importancia que la demostración de las fracturas surgiendo entre las capas. Nombremos aquí la Sonata para quinteto de viento y piano (1969) y la Primera Sinfonía (1971).
A partir de los fines de los años 1970 se desvela una tendencia que será determinante para la tercera fase de creación, pero que sólo se habrá desarrollada completamente a partir de los años 1990: una técnica de composición autónoma, “absoluta”, que aprovecha de todas las posibilidades de la música contemporánea. En vez de buscar contradicciones en el sentido de una polistilística, trabajó con interacciones y integraciones de las técnicas y de la materia, por ejemplo con continuos entre sonido y tono o agregado tonal cromático y microtonalismo. Como partes de cuerpos homogéneos se disuelvan entonces las fronteras materiales supuestamente fijas, anulando el concepto convencional de materia. Los fenómenos sonoros así descritos también están sometidos a reinterpretación. Ejemplos importantes son, entre otros, el Trio (4 Stücke) para viola, violoncello y contrabajo (1986), el Cuarteto de cuerdas n°2 (1997), el Cuarteto para oboe, violón, viola y violoncello (2000) y Quasi una sinfonia (2008).

## Distinciones (selección)
- 1973: Premio Hanns Eisler
- 1977: Premio de Arte de la RDA
- 1978: Miembro de la Akademie der Künste Berlin (Este)
- 1986: Premio Nacional de la RDA de Artes y Letras
- 1990: Miembro de la Akademie der Künste Berlin (Oeste)
- 1995: Miembro de la Sächsische Akademie der Künste